# Ken Doherty
Ken Doherty (Ranelagh, Dublin, 17 de setembro de 1969), de alcunha The darling of Dublin, é um jogador profissional de snooker. É irlandês e é o único jogador do mundo a ter sido campeão do mundo quer como amador (1989) quer como profissional (1997). Foi também campeão sub-21 em 1989.

## Finais na carreira

### Finais que contam para o ranking: 17 (6 títulos, 11 vices)
| Legend                   |
| World Championship (1–2) |
| UK Championship (0–3)    |
| Outros (5–6)             |

| Resultado    | Ano  | Competição                     | Adversário na final | Placar | Ref.              |
| Vice-campeão | 1992 | Grand Prix                     | Jimmy White         | 9–10   | [ 1 ]             |
| Campeão      | 1993 | Welsh Open                     | Alan McManus        | 9–7    | [ 2 ] [ 3 ] [ 4 ] |
| Vice-campeão | 1993 | Grand Prix (2)                 | Peter Ebdon         | 6–9    | [ 1 ]             |
| Vice-campeão | 1994 | UK Championship                | Stephen Hendry      | 5–10   | [ 4 ]             |
| Vice-campeão | 1995 | German Open                    | John Higgins        | 3–9    | [ 4 ] [ 5 ]       |
| Vice-campeão | 1996 | Thailand Open                  | Alan McManus        | 8–9    | [ 4 ] [ 5 ]       |
| Campeão      | 1997 | World Snooker Championship     | Stephen Hendry      | 18–12  | [ 2 ] [ 3 ]       |
| Vice-campeão | 1998 | World Snooker Championship     | John Higgins        | 12–18  | [ 2 ] [ 3 ]       |
| Campeão      | 2000 | Malta Grand Prix               | Mark Williams       | 9–3    | [ 4 ] [ 6 ]       |
| Campeão      | 2001 | Welsh Open (2)                 | Paul Hunter         | 9–2    | [ 4 ] [ 7 ]       |
| Campeão      | 2001 | Thailand Masters               | Stephen Hendry      | 9–3    | [ 4 ] [ 7 ]       |
| Vice-campeão | 2001 | Scottish Open                  | Peter Ebdon         | 7–9    | [ 4 ] [ 7 ]       |
| Vice-campeão | 2001 | UK Championship (2)            | Ronnie O'Sullivan   | 1–10   | [ 4 ] [ 8 ]       |
| Vice-campeão | 2002 | Welsh Open                     | Paul Hunter         | 7–9    | [ 4 ] [ 8 ]       |
| Vice-campeão | 2002 | UK Championship (3)            | Mark Williams       | 9–10   | [ 9 ] [ 10 ]      |
| Vice-campeão | 2003 | World Snooker Championship (2) | Mark Williams       | 16–18  | [ 2 ] [ 9 ]       |
| Campeão      | 2006 | Malta Cup                      | John Higgins        | 9–8    | [ 2 ] [ 11 ]      |

### Finais secundárias que contam para o ranking: 1 (1 vice)
| Resultado    | Ano  | Competição                    | Adversário na final | Placar | Ref.   |
| Vice-campeão | 1993 | Strachan Challenge – Evento 3 | Tony Drago          | 7–9    | [ 12 ] |

### Finais que não contam para o ranking: 31 (17 títulos, 14 vices)
| Legend               |
| The Masters (0–2)    |
| Premier League (2–1) |
| Outros (15–11)       |

| Resultado    | Ano  | Competição                             | Adversário na final | Placar     | Ref.          |
| Campeão      | 1991 | Benson & Hedges Championship           | Darren Morgan       | 9–3        | [ 13 ]        |
| Vice-campeão | 1992 | Irish Masters                          | Stephen Hendry      | 6–9        | [ 14 ]        |
| Campeão      | 1993 | Irish Professional Championship        | Stephen Murphy      | 9–2        | [ 15 ]        |
| Campeão      | 1993 | Pontins Professional                   | Darren Morgan       | 9–3        | [ 16 ]        |
| Campeão      | 1993 | Scottish Masters                       | Alan McManus        | 10–9       | [ 17 ]        |
| Campeão      | 1994 | Pontins Professional (2)               | Nigel Bond          | 9–5        | [ 16 ]        |
| Campeão      | 1994 | Scottish Masters (2)                   | Stephen Hendry      | 9–7        | [ 17 ]        |
| Vice-campeão | 1995 | European League                        | Stephen Hendry      | 2–10       | [ 5 ]         |
| Vice-campeão | 1995 | Pontins Professional                   | Peter Ebdon         | 8–9        | [ 16 ]        |
| Campeão      | 1996 | European League                        | Steve Davis         | 10–5       | [ 5 ]         |
| Campeão      | 1996 | Pontins Professional (3)               | Nigel Bond          | 9–7        | [ 16 ]        |
| Campeão      | 1997 | Malta Grand Prix                       | John Higgins        | 7–5        | [ 18 ]        |
| Campeão      | 1998 | Premier League (2)                     | Jimmy White         | 10–2       | [ 18 ]        |
| Campeão      | 1998 | Irish Masters                          | Ronnie O'Sullivan   | [ nota 1 ] | [ 14 ] [ 18 ] |
| Vice-campeão | 1998 | Malta Grand Prix                       | Stephen Hendry      | 6–7        | [ 19 ]        |
| Vice-campeão | 1999 | The Masters                            | John Higgins        | 8–10       | [ 19 ]        |
| Vice-campeão | 2000 | The Masters (2)                        | Matthew Stevens     | 8–10       | [ 2 ] [ 6 ]   |
| Vice-campeão | 2003 | Euro–Asia Masters Challenge – Evento 1 | James Wattana       | 4–6        | [ 20 ]        |
| Campeão      | 2003 | Euro–Asia Masters Challenge – Evento 2 | Marco Fu            | 5–2        | [ 20 ]        |
| Vice-campeão | 2005 | Irish Professional Championship        | Joe Swail           | 7–9        | [ 15 ]        |
| Campeão      | 2006 | Irish Professional Championship (2)    | Michael Judge       | 9–4        | [ 15 ]        |
| Campeão      | 2007 | Irish Professional Championship (3)    | Fergal O'Brien      | 9–2        | [ 15 ]        |
| Campeão      | 2007 | Pot Black                              | Shaun Murphy        | 1–0        | [ 21 ] [ 22 ] |
| Vice-campeão | 2008 | Malta Cup                              | Shaun Murphy        | 3–9        | [ 21 ] [ 22 ] |
| Campeão      | 2008 | Irish Classic                          | Fergal O'Brien      | 5–2        | [ 20 ]        |
| Vice-campeão | 2008 | World Series of Snooker Warsaw         | Ding Junhui         | 4–6        | [ 23 ]        |
| Vice-campeão | 2009 | Legends of Snooker                     | Stephen Hendry      | 3–5        | [ 24 ]        |
| Vice-campeão | 2011 | Irish Classic                          | Fergal O'Brien      | 2–5        | [ 21 ]        |
| Vice-campeão | 2017 | UK Seniors Championship                | Jimmy White         | 2–4        | [ 2 ] [ 21 ]  |
| Campeão      | 2018 | UK Seniors Championship                | Igor Figueiredo     | 4–1        | [ 21 ]        |
| Vice-campeão | 2020 | World Seniors Championship             | Jimmy White         | 4–5        | [ 2 ] [ 21 ]  |

### Finais por equipes: 2 (2 vices)
| Resultado    | Ano  | Competição  | Equipe  | Adversário na final | Placar | Ref.   |
| Vice-campeão | 1996 | World Cup   | Irlanda | Escócia             | 7–10   | [ 25 ] |
| Vice-campeão | 2001 | Nations Cup | Irlanda | Escócia             | 2–6    | [ 25 ] |

### Finais Pro–am: 13 (6 títulos, 7 vices)
| Resultado    | Ano  | Competição                       | Adversário na final | Placar | Ref.          |
| Campeão      | 1988 | Pontins Spring Open              | Colin Morton        | 7–5    | [ 16 ]        |
| Vice-campeão | 1989 | Pontins Spring Open              | Peter Ebdon         | 4–7    | [ 16 ]        |
| Campeão      | 1996 | Pontins Spring Open (2)          | Darren Morgan       | 7–3    | [ 16 ]        |
| Campeão      | 1997 | Pontins Spring Open (3)          | Paul Bunyard        | 7–6    | [ 16 ]        |
| Campeão      | 2003 | Liam O'Connor Memorial           | Ian McCulloch       | 6–2    | [ 26 ]        |
| Campeão      | 2003 | Barry McNamee Memorial Trophy    | Joe Swail           | 6–5    | [ 20 ] [ 27 ] |
| Vice-campeão | 2005 | Swiss Open                       | Ricky Walden        | 3–5    | [ 28 ]        |
| Vice-campeão | 2006 | Pontins Pro–Am – Evento 1        | Jamie Cope          | 2–4    | [ 29 ]        |
| Campeão      | 2006 | Pontins World Series Grand Final | Ricky Walden        | 4–2    | [ 16 ]        |
| Vice-campeão | 2007 | Paul Hunter Classic              | Barry Pinches       | 0–4    | [ 20 ]        |
| Vice-campeão | 2007 | Swiss Open                       | Dave Harold         | 0–5    | [ 30 ]        |
| Vice-campeão | 2009 | Pontins Pro–Am – Evento 4        | Michael White       | 4–5    | [ 31 ]        |
| Vice-campeão | 2009 | Pontins World Series Grand Final | Stuart Bingham      | 1–3    | [ 16 ]        |

### Finais em variantes do snooker: 1 (1 título)
| Resultado | Ano  | Competição                               | Adversário na final | Placar | Ref.   |
| Campeão   | 2009 | Pro Challenge Series – Evento de Six-red | Martin Gould        | 6–2    | [ 32 ] |

### Finais amadoras: 5 (4 títulos, 1 vice)
| Resultado    | Ano  | Competição                          | Adversário na final | Placar | Ref.   |
| Vice-campeão | 1985 | Irish Amateur Championship          | Gay Burns           | 6–11   |        |
| Campeão      | 1987 | Irish Amateur Championship          | Richard Nolan       | 8–7    |        |
| Campeão      | 1989 | Irish Amateur Championship (2)      | Anthony O'Connor    | 8–5    |        |
| Campeão      | 1989 | World Under-21 Amateur Championship | Jason Ferguson      | 11–5   | [ 33 ] |
| Campeão      | 1989 | World Amateur Championship          | Jonathan Birch      | 11–2   | [ 33 ] |